# ГЕС Скаген
ГЕС Скаген – гідроелектростанція на півдні Норвегії за сорок кілометрів на південний схід від Алесунну. Знаходячись після ГЕС-ГАЕС Herva, становить нижній ступінь гідровузла у сточищі річки Fortunvassdraget, яка тече до Lustrafjorden – північно-східного відгалуження найбільшого в країні Согне-фіорду.
Відпрацьований станцією верхнього рівня ресурс потрапляє у розташоване на річці Grandfasta (ліва притока Fortunvassdraget) водосховище Skålavatnet, яке має корисний об’єм 21,6 млн м3 та припустиме коливання рівня між позначками 988 та 1013 метрів НРМ. Сюди також подається додатковий ресурс по північному водозбірному тунелю довжиною біля 12 км, котрий починається зі сховища Fivlemyrane (корисний об’єм 3,5 млн м3, коливання рівня між 1018 та 1028 метрів НРМ), створеного на річці Nordstedola (на цей раз права притока Fortunvassdraget). Із заходу через малу ГЕС Fivlemyr (2 МВт) до нього подається вода із розташованого на Gravdola (права притока Nordstedola) сховища Gravdalsvatnet (11,1 млн м3, коливання рівня між 1242 та 1267,6 метра НРМ).
Після виходу з Fivlemyrane тунель отримує поповнення з водозаборів на Fortunvassdraget, її лівій притоці Vetledola (на ній вище по течії лежить резервуар Nedre Grønevatnet з корисним об’мом 3,8 млн м3 та припустимим коливанням рівня поверхні між позначками 1277 та 1297 метрів НРМ), а також потоку Stolsdola (впадає праворуч до згаданої вище Grandfasta).
В періоди високої водності ресурс із Skålavatnet закачується на верхній рівень водосховищ за допомогою працюючої у насосному режимі станції Herva, тоді як для виробітки електроенергії він спрямовується до прокладеного по лівобережжю Fortunvassdraget головного дериваційного тунелю довжиною біля 11 км. Останній безпосередньо сполучений лише з одним додатковим водозабором на Gjesingeelvi (права притока Bergselvi, котра в свою чергу є лівим допливом Fortunvassdraget), зате до нього під’єднується південний водозбірний тунель станції. Ця споруда має довжину біля 20 км та транспортує ресурс із водозаборів на Fardalselvi (через Årdalsvassdraget відноситься до басейну Ardalsfjorden, найбільш східної затоки Согне-фіорду) та її лівій притоці Austanbotnelvi, Berdalselvi (лівий доплив Fortunvassdraget) та її правої притоки Tverrelvi, Ringselvi і Skardstolselvi (впадають ліворуч до Bergselvi), а також Bergselvi і впадаючого до неї праворуч струмка Steindola.
Основне обладнання станції становлять шість турбін типу Пелтон потужністю по 45 МВт (первісно по 36,8 МВт), які використовують напір у 967 метрів та забезпечують виробництво 1407 млн кВт-год електроенергії на рік.
Відпрацьована вода відводиться до Fortunvassdraget.